# سیچوفکا
سیچوفکا (به لاتین: Sychovka) یک منطقهٔ مسکونی در روسیه است که در استان آمور واقع شده‌است.